# Katedra w Noyon
Katedra Notre-Dame w Noyon (Cathédrale Notre-Dame de Noyon) jest katedrą rzymskokatolicką. Poprzednio była siedzibą diecezji Noyon, odwołanej przez konkordat w 1801 i połączonej z diecezją Beauvais.
Katedra została zbudowana na ruinach kościoła spalonego w 1131 i jest przykładem rzymskokatolickiej architektury gotyku.